# Intelsat 604
Intelsat 604, antérieurement nommé Intelsat VI F-4, est un satellite de communication exploité par Intelsat, lancé en 1990. Il était le troisième des cinq satellites Intelsat VI mis en orbite. La série Intelsat VI a été construite par Hughes Aircraft, basée sur la plateforme satellite HS-389.
Intelsat 604 a été lancé à 11h19 UTC le 23 juin 1990, au sommet d’une fusée Commercial Titan III, vol numéro CT-3, avec un étage supérieur Orbus-21S. Le lancement a eu lieu depuis le complexe de lancement 40 à la base aérienne de Cape Canaveral, et a placé avec succès Intelsat 604 sur une orbite de transfert géosynchrone. Le satellite s’est hissé dans son orbite géostationnaire finale à l’aide de deux moteurs à ergols liquides R-4D-12, atteignant l’orbite géostationnaire le 28 juin 1990.
Intelsat 604 a initialement fonctionné sur une orbite géostationnaire avec un périgée de 35 69z km, un apogée de 35 887 km et une inclinaison de 0,3 degrés, mais cette inclinaison a augmenté avec le temps. Le satellite embarquait 38 transpondeurs IEEE bande C et dix transpondeurs IEEE bande Ku, avec une durée de vie prévue de 13 ans et une masse de 4 215 kg.
Après son arrivée en orbite géostationnaire, Intelsat 604 a été positionné à une longitude de 38 degrés ouest. Il a été déplacé à 27,5 degrés ouest en janvier 1991, où il a fonctionné jusqu’en février 1992. De octobre 1992 à mars 2002, il a été exploité à 60 degrés est. Après avoir quitté cette position, il a été placé à 157 degrés est d’août 2002 à septembre 2005. Son dernier déploiement s’est déroulé de février à mars 2006, à 177,85 degrés. Le satellite a été mis hors service le 6 avril 2006 après avoir été déplacé sur une orbite cimetière.